# José María Marqués Sabater
José María Marqués Sabater (Barcelona, 2 de noviembre de 1877 - 7 de mayo de 1956) fue un político tradicionalista, pedagogo e historiador español, doctor en Filosofía y Letras.

## Biografía
Era hijo de José Marqués Farran y de Eugenia Sabater Planells. Sucedió a su padre como director durante muchos años del colegio peninsular de San Antonio, situado cerca de la capilla de Marcús, en el casco antiguo de Barcelona, escribiendo varios libros para a la enseñanza. Fue presidente del Gremio de Profesores Particulares de Cataluña.
En 1909, durante la Semana Trágica de Barcelona, intervino en numerosos actos de afirmación católica, y más adelante en mítines contra la Ley del candado y los proyectos de José Canalejas en contra de la enseñanza confesional.
Tradicionalista por herencia y por convicción, formó parte de la Junta provincial del Partido Tradicionalista en Barcelona, y más tarde (1914) de la Junta regional que presidía Miguel Junyent. Colaboró en diarios y semanarios del partido. Pronunció discursos y conferencias en todos los Círculos Tradicionalistas de Cataluña y fue nombrado presidente del Círculo de la calle Portaferrisa en Barcelona.
Llevó a cabo una campaña muy activa en contra de la anexión de Sarriá al municipio de Barcelona.
En las elecciones provinciales de 1919, la Comunión Tradicionalista lo presentó como candidato a diputado provincial y salió elegido en la circunscripción de Barcelona por una abrumadora mayoría de votos. Desde su proclamación el 2 de agosto de 1919 hasta el 31 de julio de 1923, y dentro de la Mancomunidad de Cataluña, formó parte de la Comisión de Hacienda, de la Junta del Censo de Población, y de la Junta de Instrucción Pública y Bellas Artes.
Organizó los actos de entronización del Sagrado Corazón de Jesús en el Círculo Central, y fomentó los Viernes blancos de la Juventud Tradicionalista. En 1921 participó activamente en la Asamblea Nacional Tradicionalista celebrada en Zaragoza. Jaime de Borbón lo distinguió en varias ocasiones con autógrafos y diversas pruebas de confianza, en reconocimiento a su dedicación a la fe, la religión y las tradiciones durante más de veinticinco años.
Debido a los acontecimientos producidos durante la Dictadura de Primo de Rivera y el Gobierno Berenguer, consideró que se había cerrado el ciclo monárquico y se dio de baja del partido jaimista, declarándose republicano de derechas. El 1 de abril de 1931 manifestó a la prensa:

Las coronas pueden aguantar hoy solamente sobre la base de quedar reducidas a un símbolo, como sucede en Inglaterra y países del norte de Europa; mantenidas por una Dictadura, como en Italia, o como expresión de la falta de contacto colectivo y sentido democrático como en los pueblos positivamente atrasados. La dinastía reinante se jugó la Corona con la Dictadura, y la perdió con ella. Me declaro con absoluta sinceridad republicano, y creo que no seré el único.

Una derecha republicana de Cataluña: pero no en la acepción que se acostumbra a dar a la palabra derecha.

Tras su breve paso por la Derecha Republicana Liberal de Cataluña, en 1932 ingresó en la Liga Regionalista. A su muerte, El Correo Catalán le dedicó una extensa necrología. Estuvo casado con Dolores Torra Balari.

## Obras
- Nociones elementales de Historia de España  Barcelona: La escolar, 1912
- Geografía General  Barcelona: La escolar, 192x